# Distretto di Laraos (Huarochirí)
Il distretto di Laraos è uno dei trentadue distretti della provincia di Huarochirí, in Perù. Si trova nella regione di Lima e si estende su una superficie di 104,51 chilometri quadrati.
Istituito il 4 dicembre 1964, ha per capitale la città di Laraos.